# Max Valier

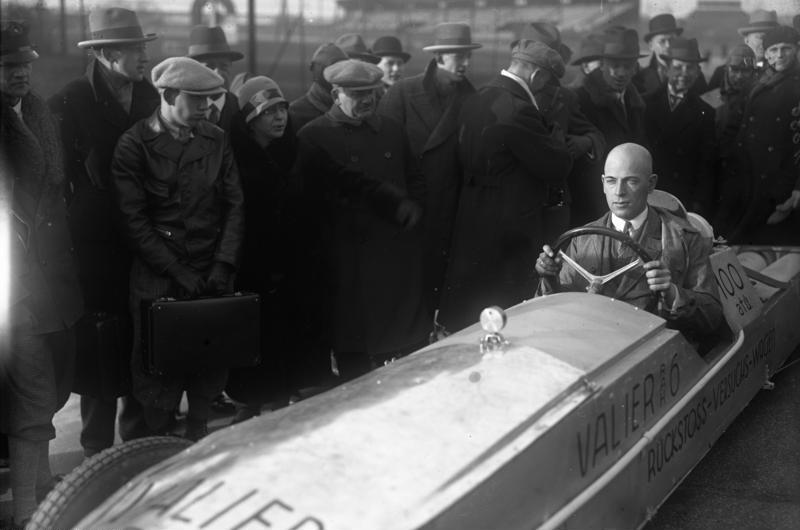
Max Valier w samochodzie o napędzie rakietowym

Max Valier (ur. 9 lutego 1895 w Bolzano, zm. 17 maja 1930 w Berlinie) – niemiecki inżynier, pionier techniki rakietowej. 
W 1928 roku wraz z Fritzem von Oplem i Friedrichem Wilhelmem Sanderem zbudował samochód o napędzie rakietowym, a następnie sanie o napędzie rakietowym.

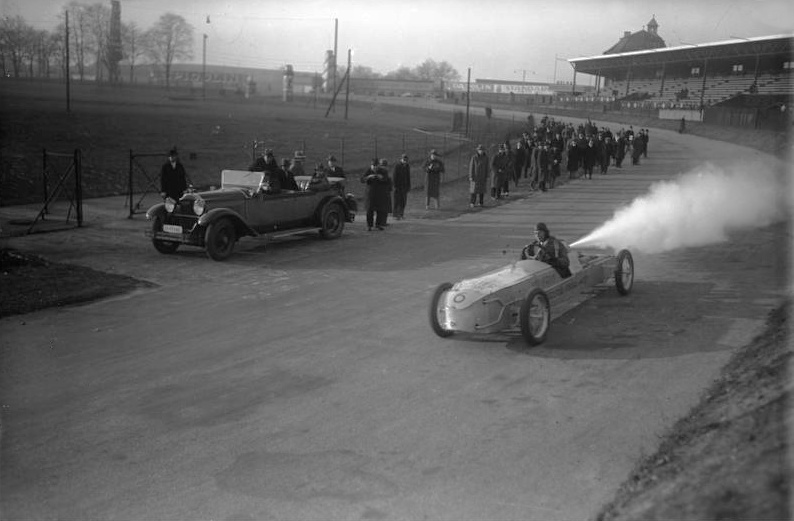
Samochód o napędzie rakietowym konstrukcji Maxa Valiera

Valier był jednym z pierwszych członków Verein für Raumschiffahrt (Towarzystwo Podróży Kosmicznych) – stowarzyszenia miłośników techniki rakietowej istniejącego w Niemczech w latach 1927-1933. Należało do niego wielu inżynierów, którzy później przyczynili się do rozwoju lotów kosmicznych.
Został pochowany na Cmentarzu Zachodnim w Monachium.